# 科罗波利
科罗波利（義大利語：Corropoli），是意大利泰拉莫省的一个市镇。总面积21平方公里，人口4645人，人口密度221.2人/平方公里（2009年）。ISTAT代码为067021。